# Sebastian Frehner
 (septembre 2023).
Si vous disposez d'ouvrages ou d'articles de référence ou si vous connaissez des sites web de qualité traitant du thème abordé ici, merci de compléter l'article en donnant les références utiles à sa vérifiabilité et en les liant à la section « Notes et références ».
Sebastian Frehner, né le 2 septembre 1973 à Bâle, est une personnalité politique suisse, membre de l'Union démocratique du centre.

## Biographie
Après avoir suivi des études de droit à l'Université de Fribourg, il est élu en 2004 au parlement du canton de Bâle-Ville où il rejoint la commission des Finances. En 2006, il devient vice-président, puis président de la section cantonale de son parti.
En 2007, il est le premier des viennent-ensuite à l'élection au Conseil national, battu par son collègue de parti Jean Henri Dunant. Il remplace ce dernier, démissionnaire pour raisons de santé, au début du mois de novembre 2010. Il est membre de l'Action pour une Suisse indépendante et neutre.